# 五氟碲酸
五氟碲酸是一种无机化合物，化学式为HOTeF5。它是原碲酸（Te(OH)6）的五个羟基被氟取代的产物，具有强酸性。它有稍微扭曲的八面体几何构型。

## 制备
五氟碲酸最初于1964年由恩格尔布雷希特和斯拉德基偶然发现，他们试图通过碲酸钡和氟磺酸的反应制备二氟二氧化碲（TeO2F2），但未得到期望的产物，得到了一些挥发性的碲化合物，其中包含五氟碲酸（HOTeF5）。
后来，霍里曼等人通过氟磺酸和碱式碲酸钡的反应来制备五氟碲酸：
5HOSO2F + BaO2Te(OH)4 → HOTeF5 + 4 H2SO4 + BaSO4
它也是六氟化碲的最初水解产物：
TeF6 + H2O → HOTeF5 + HF

## 性质
五氟碲酸和原碲酸混合加热，可以得到顺式及反式的(HO)2TeO4和(HO)xTeF6−x。它和NF4HF2在低温反应，可以得到FOTeF5：
HOTeF5 + NF4HF2 → FOTeF5 + NF3 + 2 HF
它和磺酰氟氯或一氟化氯反应，可以得到ClOTeF5：
HOTeF5 + ClX → ClOTeF5 + HX （X=F或OSO2F）
它的无机或有机盐是已知的，它也可以形成酸式盐，其中含有[H(OTeF5)2]−。
它和三乙基铝、氯甲烷反应，可以得到[(CH3)2Cl][Al(OTeF5)4]，它是一种很强的甲基化试剂。
8 HOTeF5 + Al2(C2H5)6 + 2 CH3Cl → 2 [(CH3)2Cl][Al(OTeF5)4] + 2 HCl + 6 C2H6

## 拓展阅读
- Herbers, S.; Obenchain, D. A.; Kraus, P.; Wachsmuth, D.; Grabow, J.-U. . The Journal of Chemical Physics (AIP Publishing). 2018-05-21, 148 (19): 194307. ISSN 0021-9606. doi:10.1063/1.5027487 （英语）.
- (PDF). Jayantha Amarasekera. 1986-05-06  [2021-08-14]. （原始内容 (PDF)存档于2022-02-10）.